# Підмаячний
Підмаячний (крим. Pidmayaçnıy) — місцевість Керчі, Україна, розташована на сході міста, колишнє село.
Пов'язана з центром міста рейсами маршрутного таксі (маршрут № 18 від автовокзалу Керчі).

## Історія
Назва Підмаячний походить від Єнікальського маяка, побудованого в 1820 на піднесеній частині мису Фонар. Населення селища, переважно, жило рибальством, оскільки сухі степові землі погано підходили для сільськогосподарських работ.
Спочатку селище називалося просто Маяк і вперше в історичних документах зустрічається на карті 1842, де воно позначено умовним знаком «мале село», тобто менше 5 дворів.
У «Пам'ятній книзі Таврійської губернії 1889 року», за результатами Х ревізії 1887 року записано Селище Єнікальського Маяка, з 29 дворами та 206 жителями.
Увійшло до складу Керчі у 1930-х роках.